# 핑거 일레븐
핑거 일레븐(Finger Eleven)은 캐나다 온타리오주 벌링턴 출신 얼터너티브 록 밴드이다.

## 역사
핑거 일레븐은 1994년 캐나다 온타리오 주 벌링턴에서 결성되었다. 레인보우 벗 몽키스(Rainbow Butt Monkeys)라는 이름으로 활동할 당시 데뷔 음반 《Letters from Chutney》을 발매하였다.
이름을 핑거 일레븐으로 바꾸고 발매한 두 번째 음반 《Tip》은 캐나다에서는 1997년, 미국에서는 1998년에 발매되었다. 얼마 후 드러머 롭 고머먼이 밴드를 탈퇴하고 그 자리를 리치 베도가 맡게 되었다.
2000년에 세 번째 음반 《The Greyest of Blue Skies》를 발매하였다. 2003년에 발매한 네 번째 음반 《Finger Eleven》에서는 싱글 〈One Thing〉이 핫 100 차트 16위에 오르며 성공을 거두었다. 이 음반은 미국에서 골드, 캐나다에서 플래티넘을 인증 받았다.
다섯 번째 음반 《Them vs. You vs. Me》는 2007년 3월 6일 발매되었으며, 첫 싱글 〈Paralyzer〉은 모던 록 차트, 메인스트림 록 차트에 1위에 올랐다.

## 구성원
- 스콧 앤더슨(Scott Anderson) - 보컬
- 제임스 블랙(James Black) - 기타
- 릭 재킷(Rick Jackett) - 기타
- 숀 앤더슨(Sean Anderson) - 베이스
- 리치 베도(Rich Beddoe) - 드럼

### 이전 멤버
- 롭 고머먼(Rob Gommerman) - 드럼

## 음반 목록

### 정규 음반
- 《Letters from Chutney》(1995년, 레인보우 벗 몽키스로 활동 당시)
- 《Tip》(1997년)
- 《The Greyest of Blue Skies》(2000년)
- 《Finger Eleven》(2003년)
- 《Them vs. You vs. Me》(2007년)
- 《Life Turns Electric》(2010년)